# 杏花邨駅
杏花邨駅（きょうかそんえき）は、香港香港島東区白沙湾杏花邨にある香港鉄路（港鉄（MTR））港島線の駅である。

## 駅構造
- 相対式ホーム2面2線の地上駅。ホームドア設置駅。

### 駅階層
| -                 | 上蓋物業                         | 杏花邨、杏花新城                                                   |
| U1 コンコース     | コンコース                       | 出口、サービスセンター、杏花邨、杏花新城、駅商店、 自動券売機、ATM |
| G ホーム （地面） | 相対式ホーム、左側のドアが開く。 | 相対式ホーム、左側のドアが開く。                                   |
| G ホーム （地面） | ➊番線                            | →■港島線柴湾方面→                                                  |
| G ホーム （地面） | ➋番線                            | ←■港島線堅尼地城方面                                               |
| G ホーム （地面） | 相対式ホーム、左側のドアが開く。 |                                                                    |
| G ホーム （地面） | -                                | 港鉄柴湾車廠                                                       |

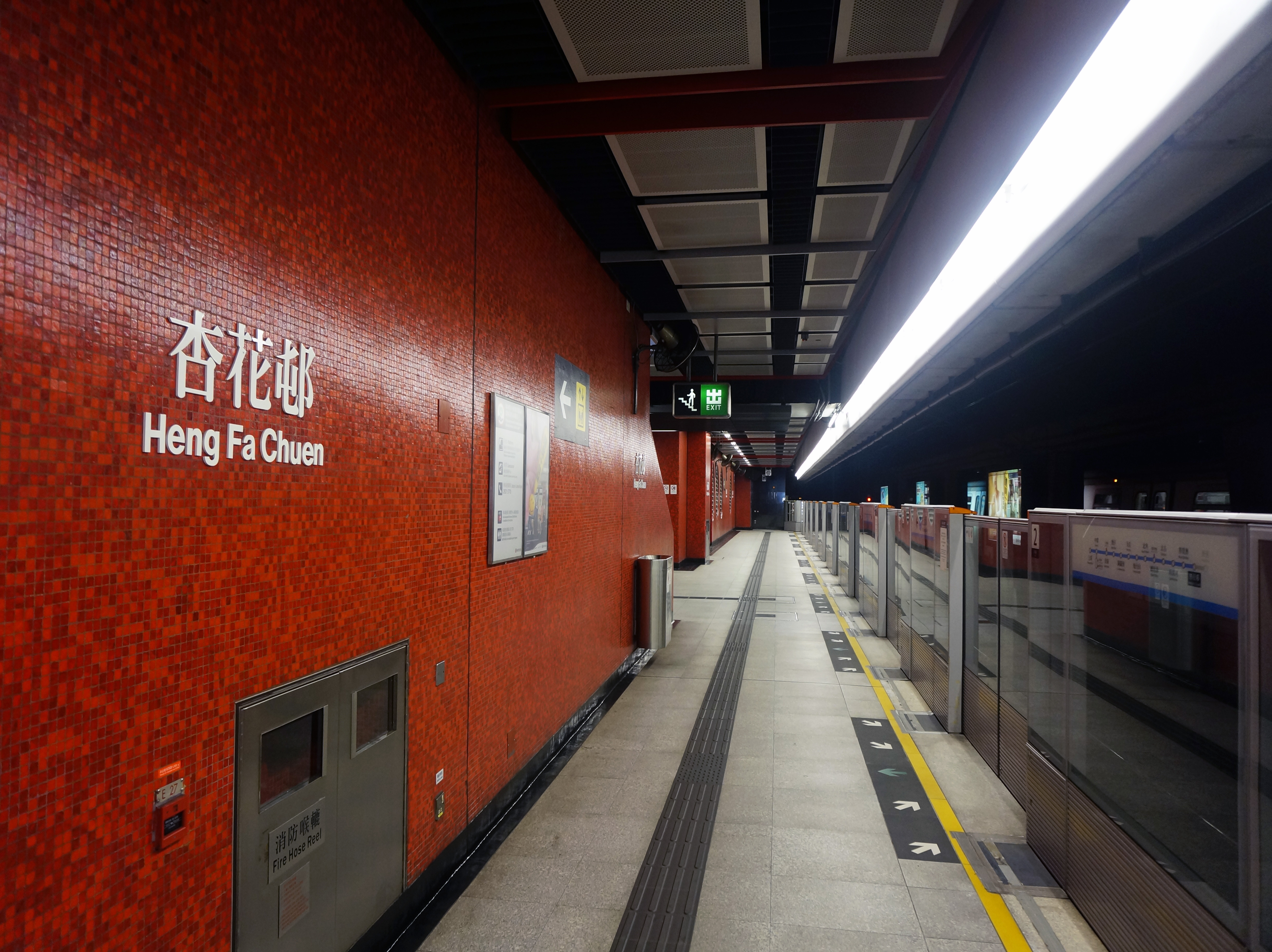
杏花邨駅2番線
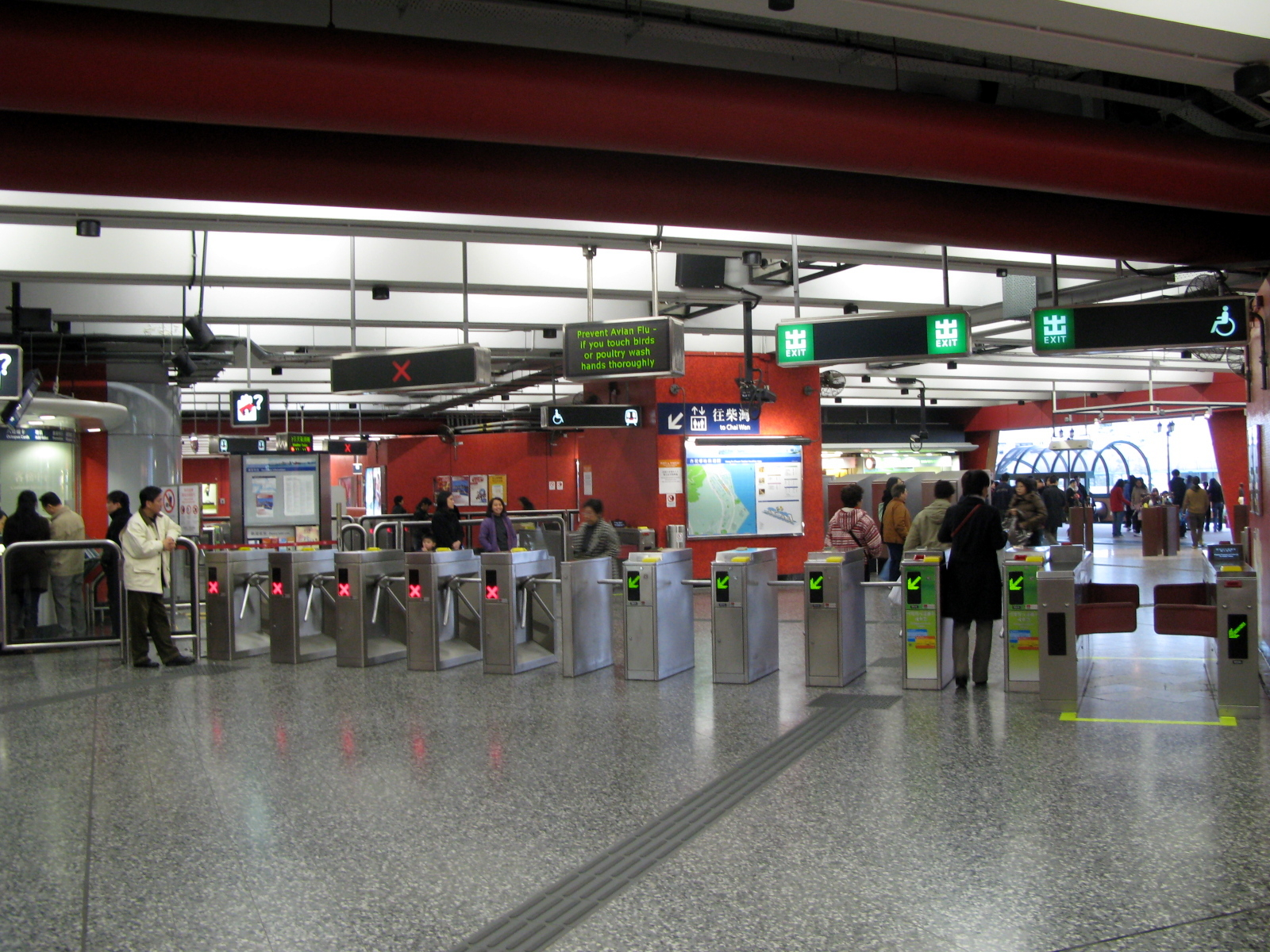
杏花邨駅コンコース
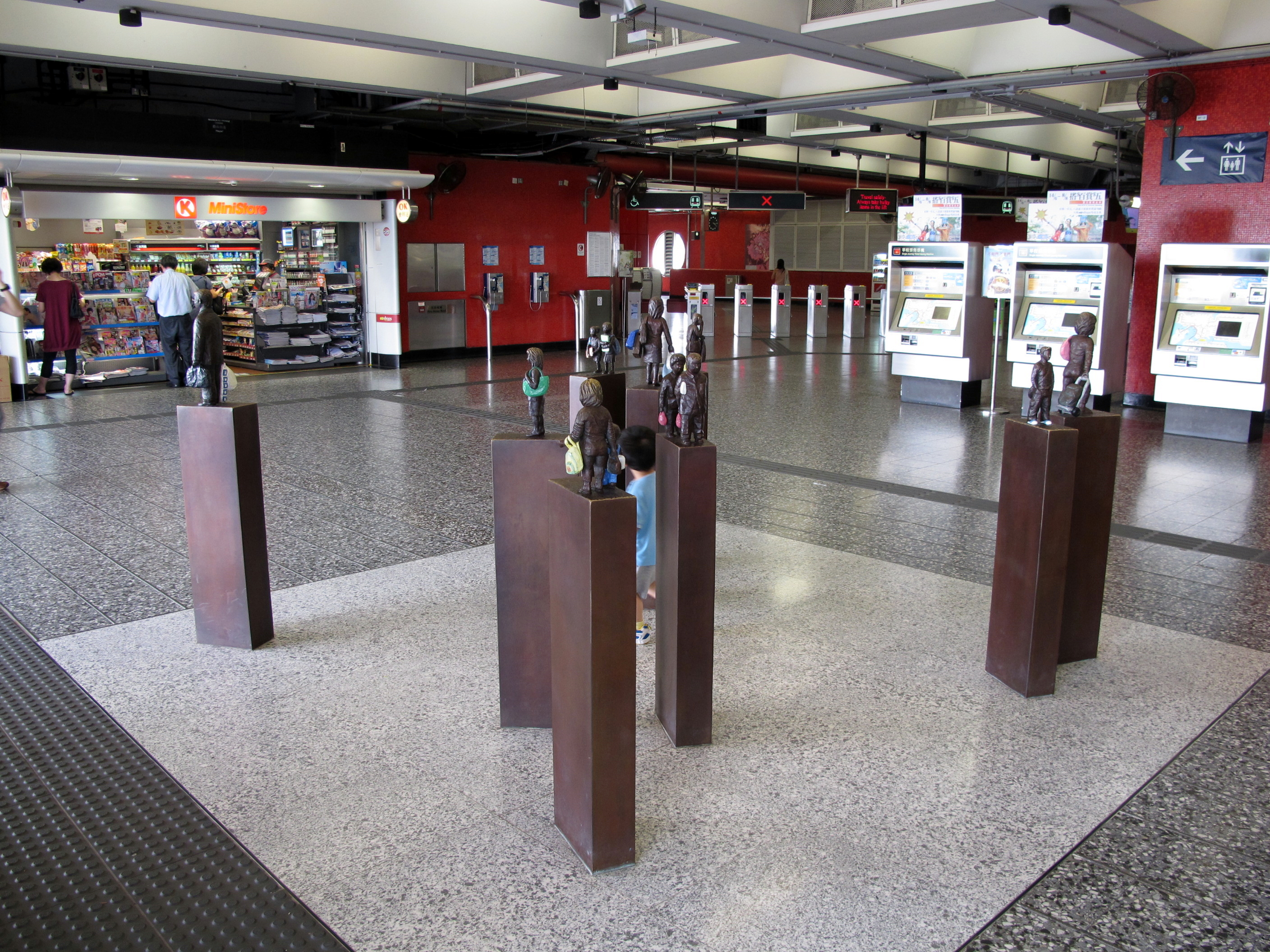
杏花邨駅芸術裝飾
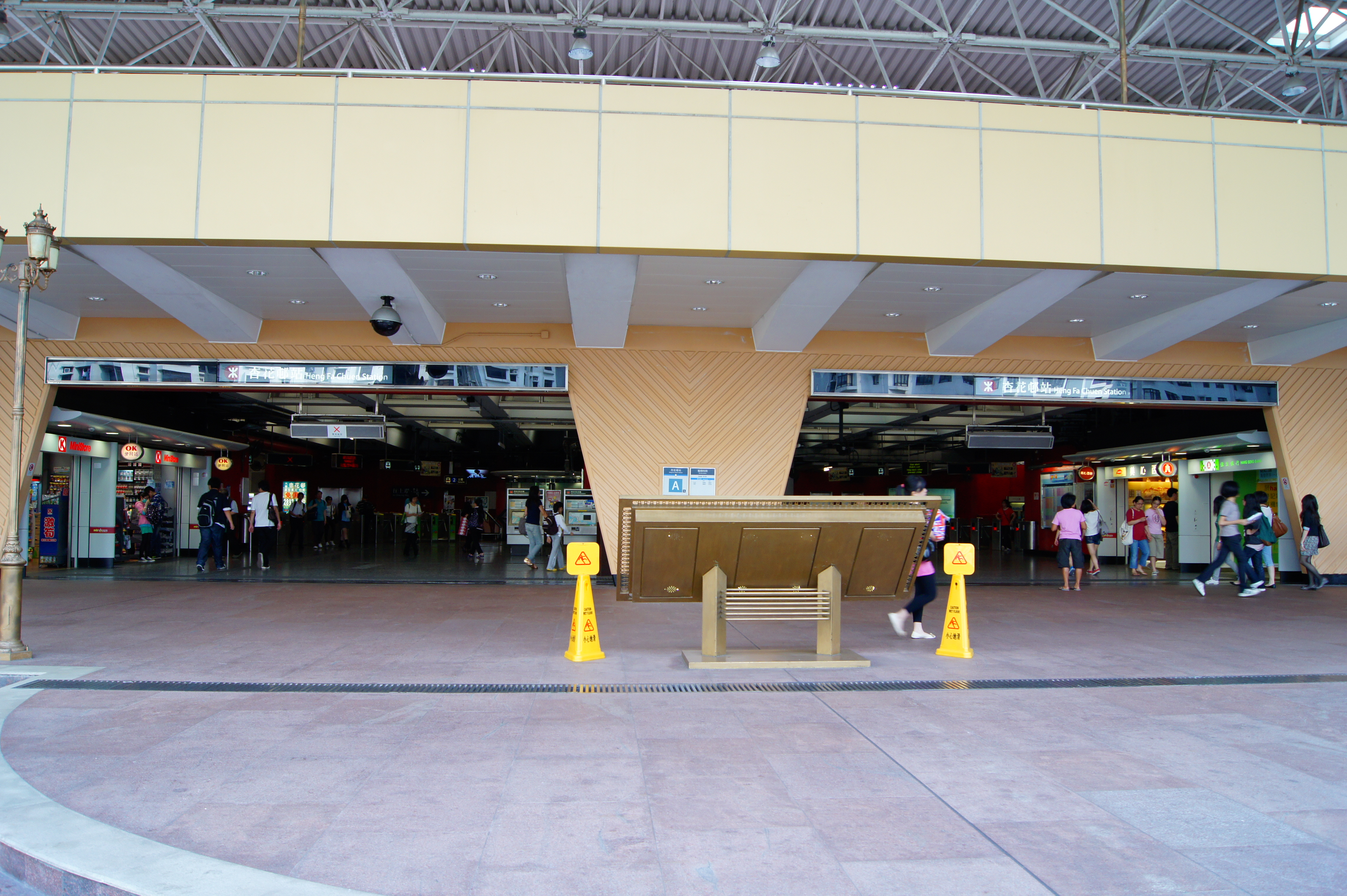
杏花邨駅A出口
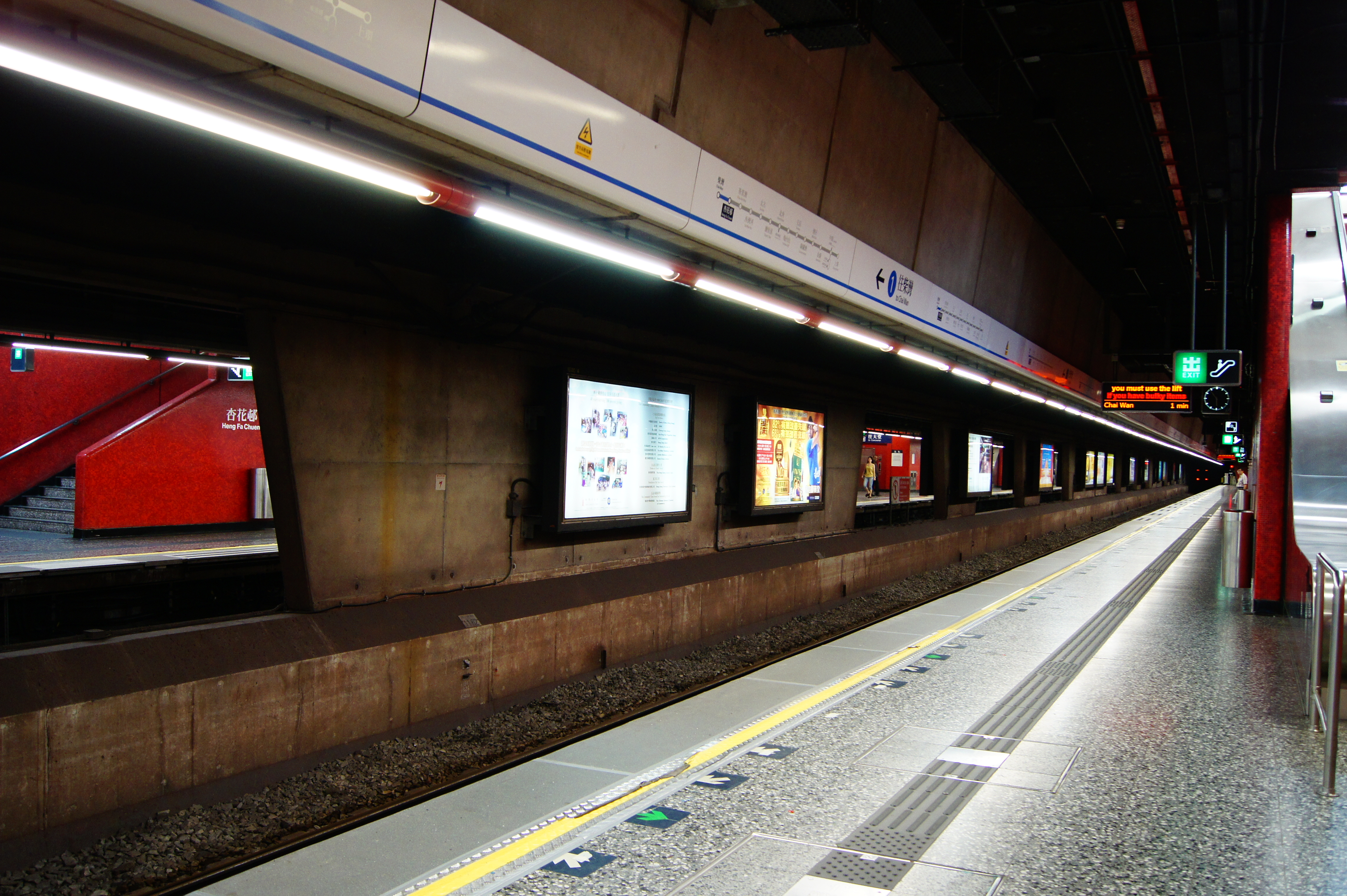
ホームドア設置前の杏花邨駅ホーム
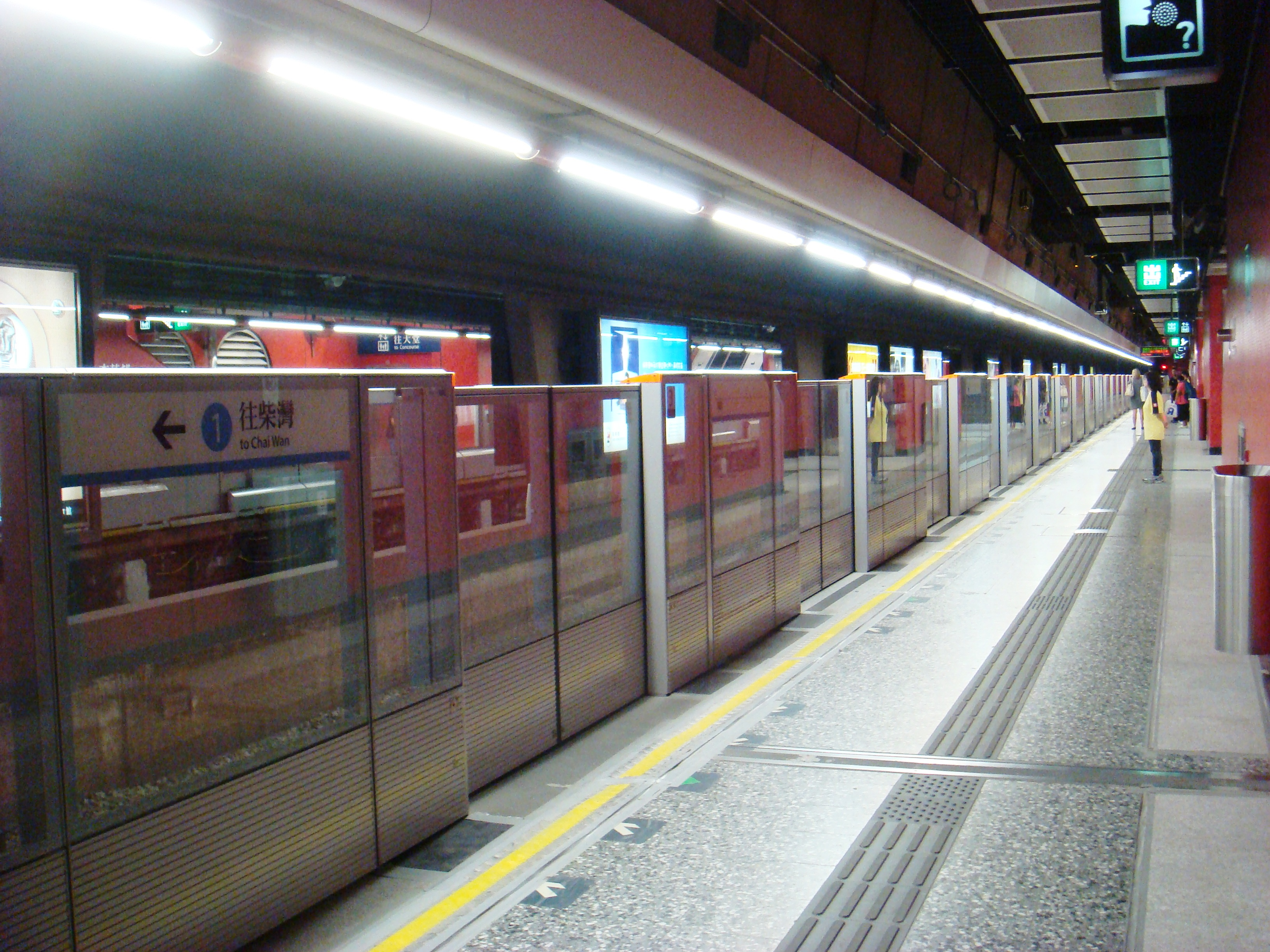
杏花邨駅1番線に設置されたホームドア
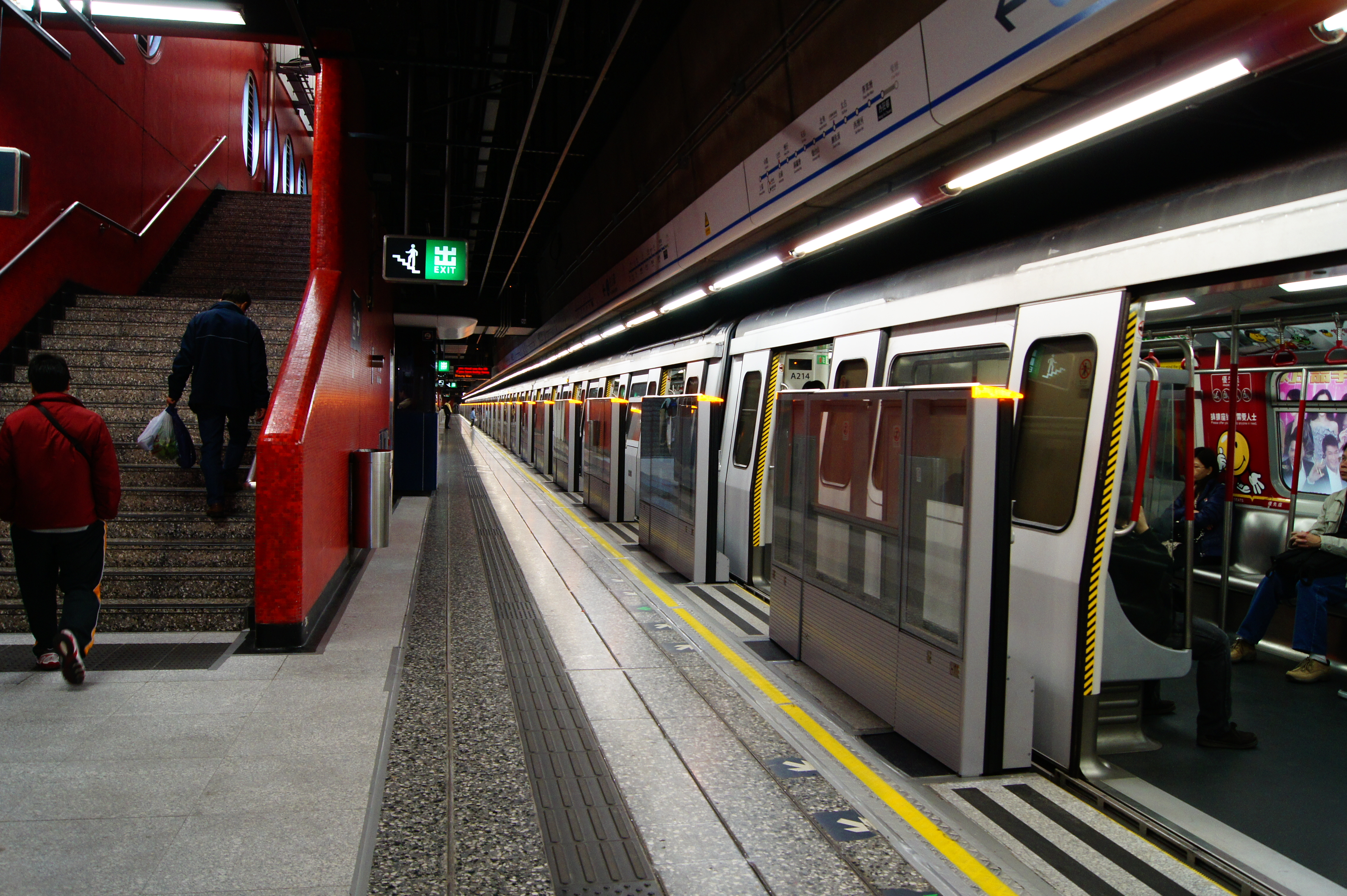
杏花邨駅2番線に設置されたホームドア
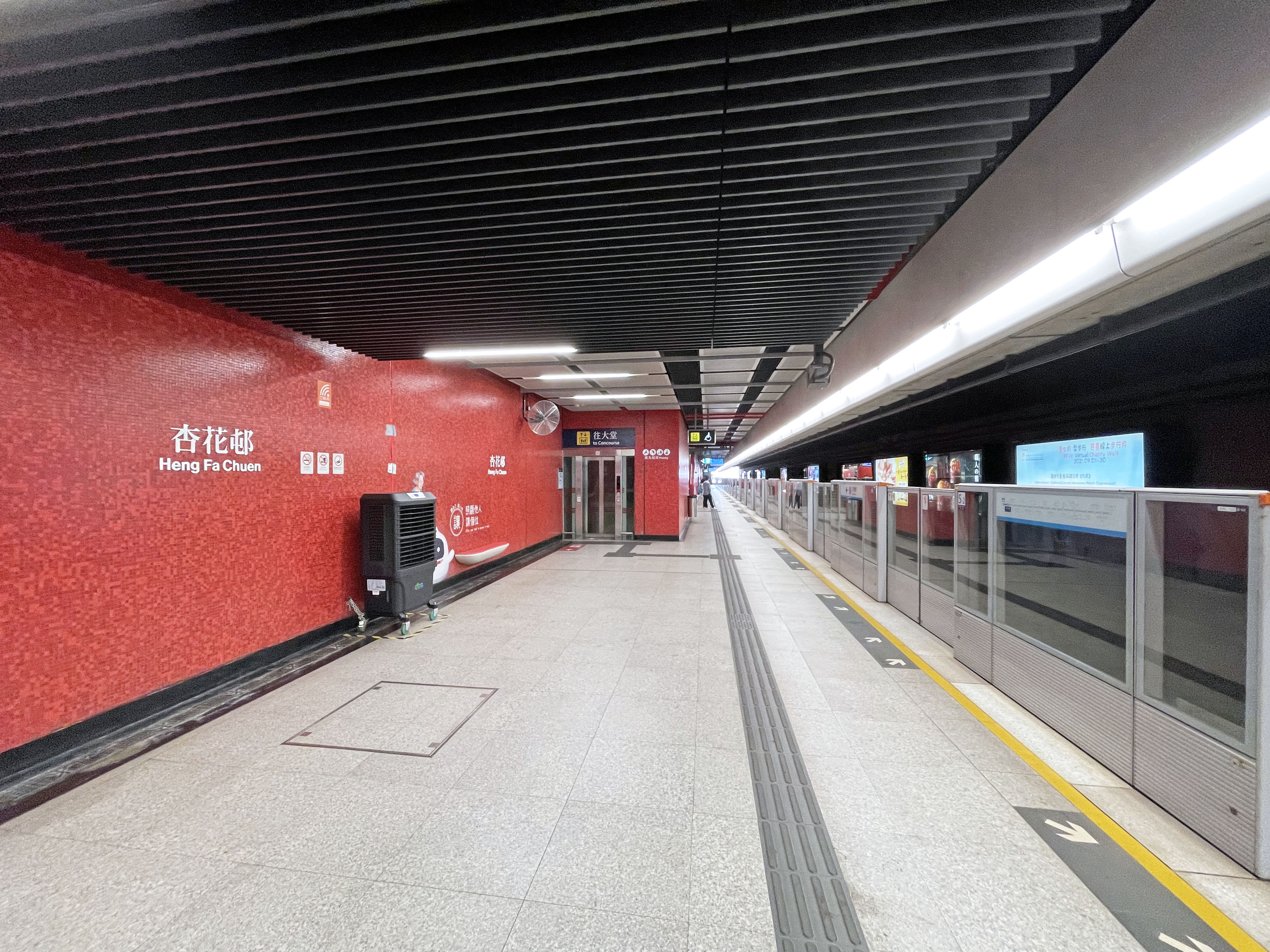
杏花邨駅1番線に設置されたホームドア

### 駅コンコース
駅商店と自動サービス
| 駅商店 - 美心西餅 - OK便利站 | 自動サービス - 恒生銀行ATM - 中国銀行(香港)ATM - 自動販売機（改札内） - 香港郵政郵箱服務 |

### 駅出口
| 出口番号     | 出口表示 | 目的地                                                 |
| ------------ | -------- | ------------------------------------------------------ |
| 出口 · A · 1 | 杏花新城 | 杏花新城西翼、杏花邨、杏花園、盛泰道                   |
|              | 杏花新城 | モールのエレベーターを持ち上げて盛泰道へ               |
| 出口 · A · 2 | 杏花新城 | 杏花新城東翼、杏花邨、香港專業教育学院柴湾分校、盛泰道 |
|              | 杏花新城 | モールのエレベーターを持ち上げて盛泰道へ               |

## 接続交通一覧
バス
- 8 杏花邨 ↔ 湾仔北
- 85 小西湾（藍湾半島） ↔ 宝馬山
- 118P 小西湾（藍湾半島） ↔ 長沙湾（深旺道） 只限平日繁忙時間服務

專線ミニバス
Template:港島專線ミニバス列表
- 62 小西湾（富怡花園） ↔ 杏花邨
- 62A 小西湾（藍湾半島） ↔ 杏花邨

タクシー
- 市区タクシー乗り場

## 歴史
- 1985年5月31日 - 開業。

## 隣の駅
香港鉄路
■港島線
筲箕湾駅 - 杏花邨駅 - 柴湾駅